# Lars Lagerpusch
Lars Thorben Lagerpusch (Braunschweig, 28 marzo 1998) è un cestista tedesco.